# Franciszek Niemiec
Franciszek Niemiec (Gorlice, 3 marzo 1950) è un ex cestista polacco.

## Carriera
Con la Polonia ha disputato i Giochi olimpici di Monaco 1972 e i Campionati europei del 1975.

## Palmarès
- Campionato polacco: 1

Resovia Rzeszów: 1974-75
- Coppa di Polonia: 1

Resovia Rzeszów: 1974